# 36 Crazyfists

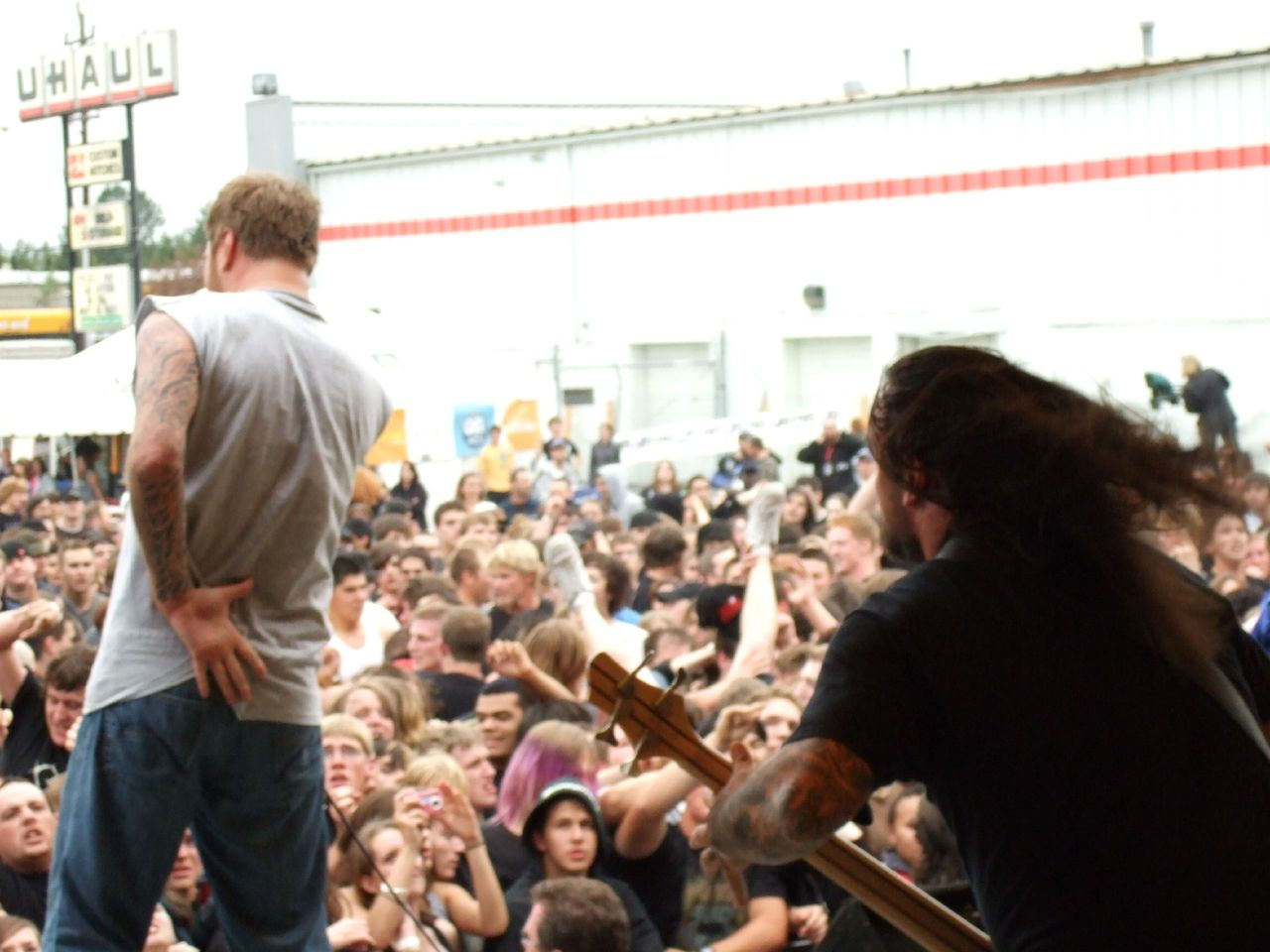
36 Crazyfists (Alaska 2007)

36 Crazyfists was een Amerikaanse band. De band is ontstaan in december 1994 in Anchorage (Alaska) en is nu gevestigd in Portland (Oregon).

## Geschiedenis

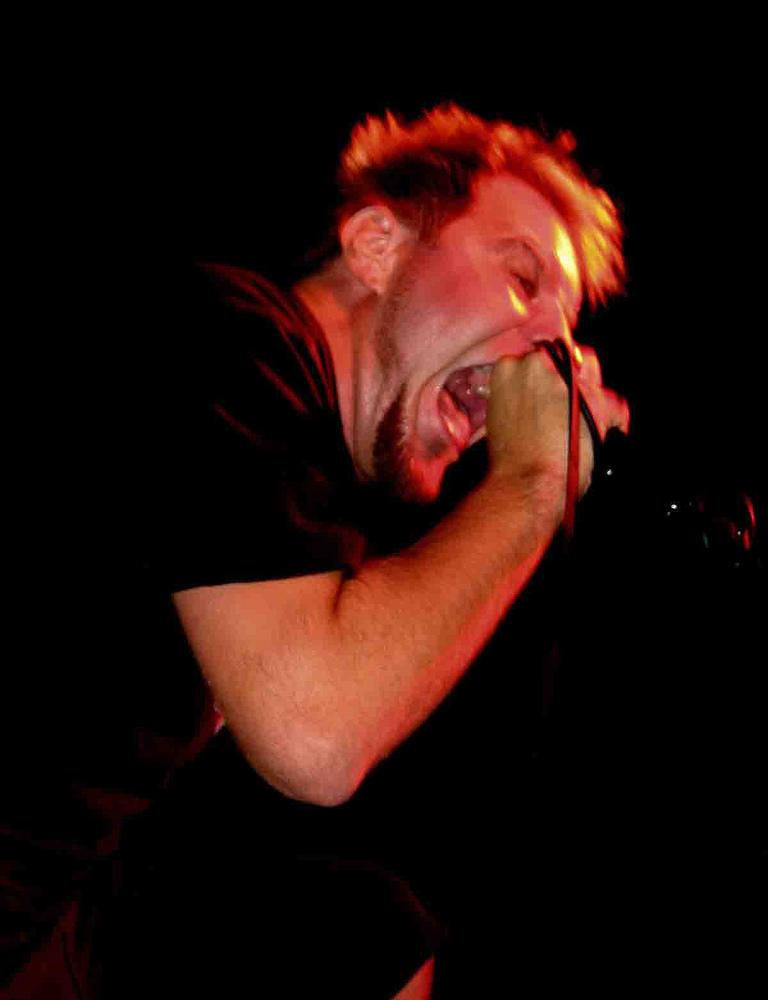
Brock Lindow, 36 Crazyfists

De oorspronkelijke line-up bestond uit zanger Brock Lindow, gitarist Steve Holt, bassist JD Stuart en drummer Thomas Noonan. De naam van de band werd ontleend aan de film van Jackie Chan, The 36 Crazy Fists, uit 1977. De band bracht onder eigen beheer twee ep's en één lp uit. Hun eerste ep Boss Buckle werd uitgebracht in 1995, gevolgd door Suffer Tree in 1997 en ook hun lp In the Skin werd in 1997 uitgebracht. In 1999 werd alsnog een demoplaat opgenomen, waarvan drie van de vier nummers later op hun eerste label-release van 2002, Bitterness the Star, zouden worden overgenomen.
Omdat Alaska slechts dunbevolkt is en het dus moeilijk is om bekendheid te verwerven, verhuisde de band naar Portland. Deze heroriëntering volgde na de dood van hun originele bassist, die omkwam bij een auto-ongeluk. Hierdoor kwamen ze meteen in de scene terecht en al snel speelden ze de voorprogramma's voor onder andere System Of A Down, Primus, Blink-182 and NOFX. Het was in deze periode dat ze bevriend geraakten met de leden van Skinlab, die ervoor zorgden dat hun demo in handen kwam van een talent-scout (A&R reps) van Roadrunner Records.
In 2000 tekenden de band een contract bij Roadrunner Records en op 4 april 2002 kwam het debuutalbum Bitterness the Star uit. Om dit album te promoten toerde de band met zwaargewichten zoals Candiria, God Forbid, Chimaira, Diecast and Hotwire. Na de tour in de Verenigde Staten kwamen ze naar Europa en speelden ze de European Road Rage Tour met Killswitch Engage en Five Pointe O.
Twee jaar later, op 16 maart 2004, kwam hun album A Snow Capped Romance uit.
In 2009 besloot bassist Mick Whitney na veertien jaar de band te verlaten om meer tijd met zijn gezin door te kunnen brengen. Bret Makowski volgde hem op. Dit is ook het jaar dat ze hun Dvd uitbrachten, Underneath A Northern Sky. De dvd is geheel opgenomen tijdens hun optreden in Anchorage (Alaska).

## Bandleden
- Brock Lindow - zang
- Steve Holt - gitaar
- Mick Whitney - basgitaar
- Kyle Baltus- drums

### Oud-bandleden
- JD Stuart - basgitaar, overleed bij een auto-ongeluk in juli 1996
- Brett 'Buzzard' Makowski - basgitaar (bandlid van 2009 tot 2012)
- Ryan Brownell – tweede gitaar (bandlid van 1994 tot 1996)
- Thomas Noonan - drums (bandlid van 1994 - 2012)

## Discografie

### Cd
- Boss Buckle (1995)
- Suffer Tree (1997)
- In The Skin (1997)
- Bitterness the Star (2002)
- A Snow Capped Romance (2004)
- Rest Inside The Flames (2006)
- The Tide And Its Takers (2008)
- Collisions And Castaways (2010)
- Lanterns (2017)

### Dvd
- Underneath A Northern Sky (2009)

### Overige releases
- 2003 – "At the End of August" – op MTV2 Headbangers Ball
- 2004 – "Bloodwork" – op Resident Evil: Apocalypse (soundtrack)
- 2004 – "Workhorse" – op Jäger Music Rarities Promotional Giveaway
- 2005 – "Destroy the Map" – uitgegeven in verband met de tour in april 2005 in Europa.
- 2006 – "I'll Go Until My Heart Stops" – op MTV2 Headbangers Ball: The Revenge
- 2006 – "Digging the Grave" (Faith No More cover) – op Kerrang! High Voltage

## Video's
- "Slit Wrist Theory" – Bitterness the Star
- "At the End of August" – A Snow Capped Romance
- "Bloodwork" – A Snow Capped Romance
- "I'll Go Until My Heart Stops" – Rest Inside the Flames
- "Midnight Swim" – Rest Inside the Flames
- "We Gave It Hell" - The Tide And Its Takers
- "Reviver" – Collisions and Castaways
- "Also Am I" – Time and Trauma
- "Swing the Noose" – Time and Trauma
- "Death Eater" - Lanterns
- "Better to Burn" - Lanterns
- "Wars to Walk Away from" - Lanterns
- "Kenai Lanterns Tour" - Lanterns
- "Sleepsick" - Lanterns